# Wim Duisenberg
Willem Frederik "Wim" Duisenberg, född 9 juli 1935 i Heerenveen, död 31 juli 2005 i Faucon i Vaucluse i Frankrike, var en nederländsk politiker och ekonom. Han var finansminister 1973-1977 och ledamot av Generalstaterna (representanthuset) 1978 för Arbetarpartiet. Han var centralbankschef i Nederländerna 1982-1997 och den förste chefen för Europeiska centralbanken (ECB) 1998-2003. Under hans tid som chef för ECB introducerades euron som valuta i Europeiska unionen.
Duisenberg var filosofie doktor i nationalekonomi från Universitetet i Groningen.